# Kontrofensywy sowieckie 1941/1942

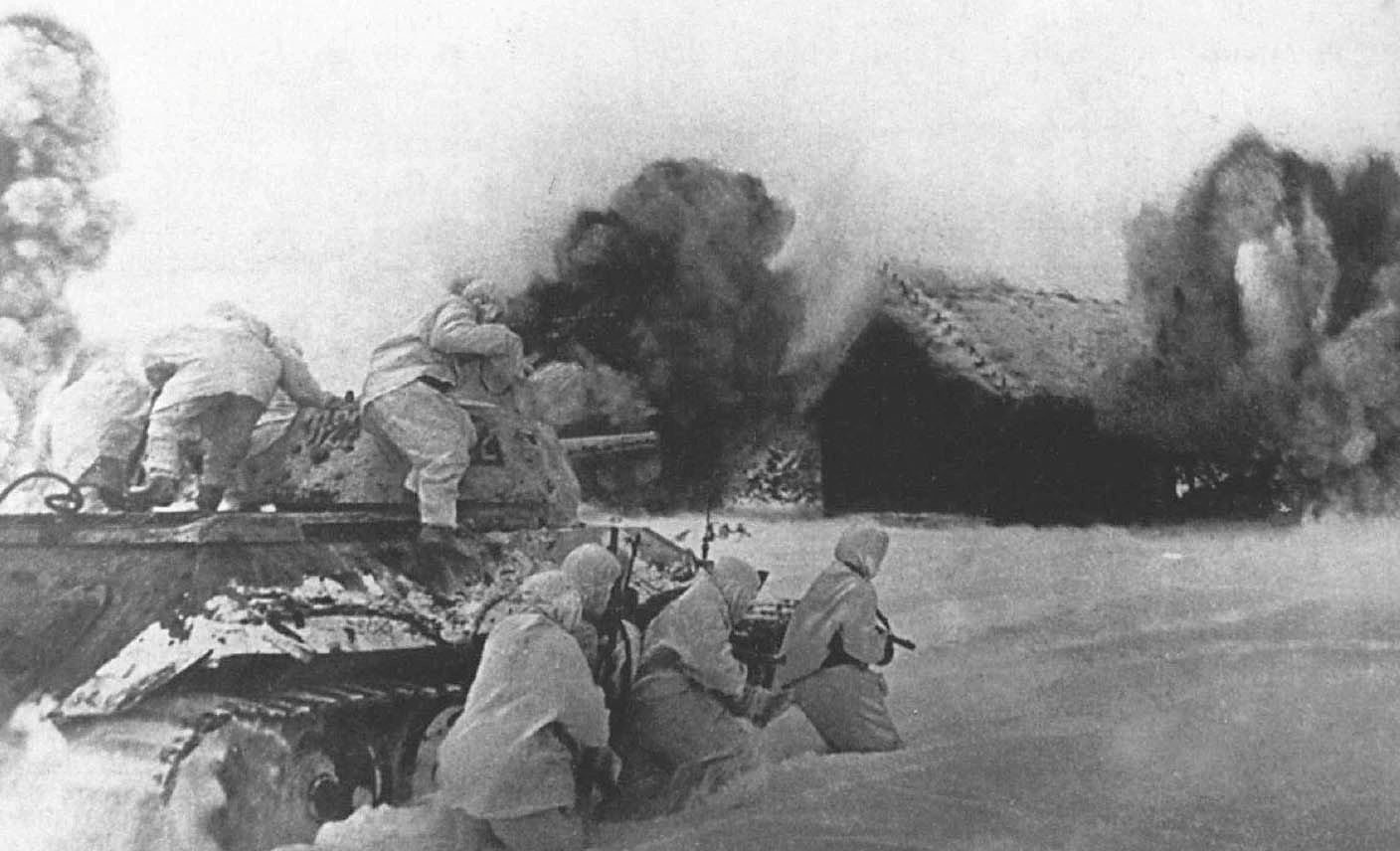
Czołg T-34 z desantem żołnierzy Armii Czerwonej podczas kontrofensywy pod Moskwą w grudniu 1941 roku

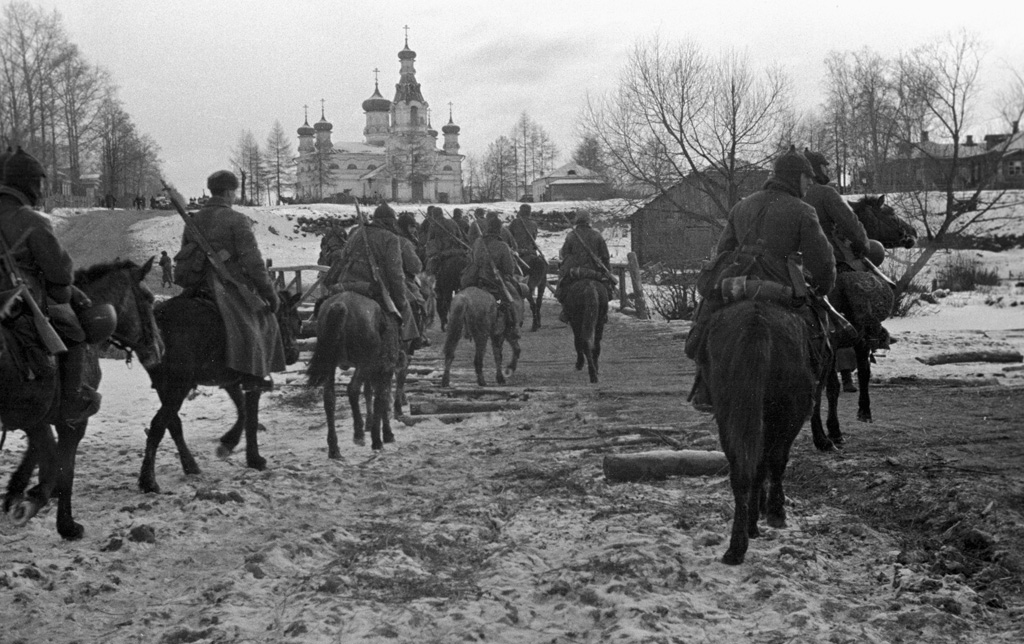
Kawalerzyści z radzieckiego 1 Gwardyjskiego Korpusu Kawalerii w mieście wyzwolonym w grudniu 1941 roku w wyniku operacji moskiewskiej

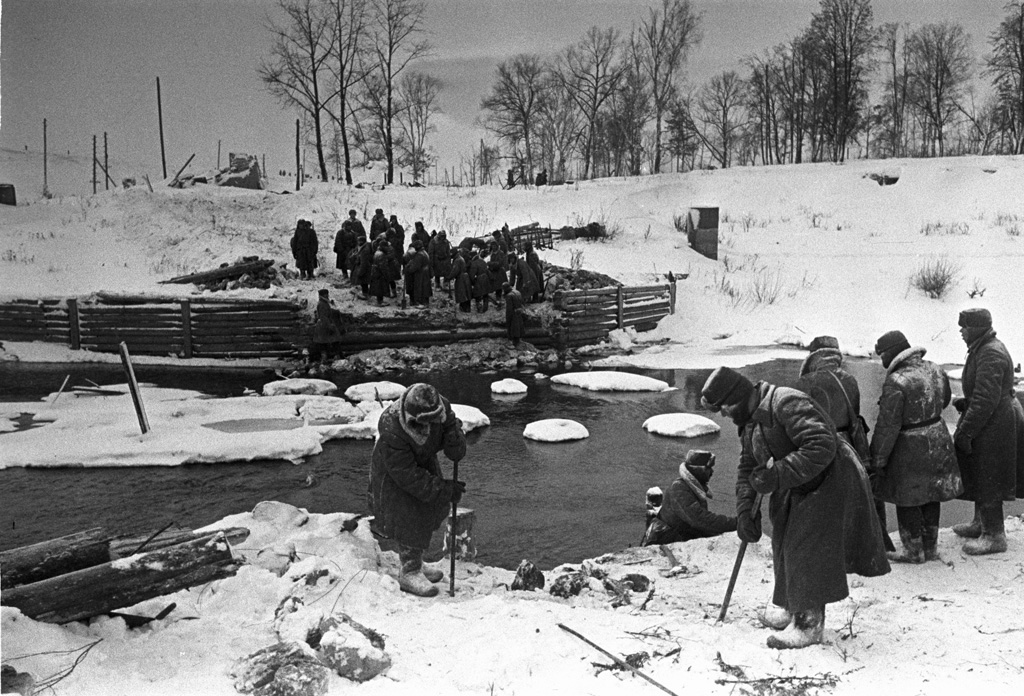
Czerwonoarmiści poszukują min w Naro-Fominsku po wyzwoleniu miasta w grudniu 1941 roku w wyniku operacji moskiewskiej

Kontrofensywy sowieckie – seria uderzeń Armii Czerwonej, jakie odbyły się zimą 1941/1942 na wszystkich głównych teatrach operacyjnych II wojny światowej na froncie wschodnim. W ich wyniku całkowicie zatrzymano realizację operacji „Barbarossa” – niemieckiego planu ataku na Związek Radziecki. Były to następujące operacje wojskowe:
- Operacja tichwińska (ros. Тихвинская наступательная операция)

Rozpoczęta między 10 a 12 listopada przez samodzielne armie na kierunku wołchowskim przy wsparciu Frontu Północno-Zachodniego w celu odbicia Tichwina. Doprowadziła do odwrotu wydzielonych wojsk niemieckich Grupy Armii „Północ”, przez co nie udało się jej doprowadzić do pełnego okrążenia Leningradu. Operację kontynuował nowo powstały Front Wołchowski do końca grudnia 1941 roku.
- Operacja rostowska (ros. Ростовская наступательная операция)

Wyprowadzana stopniowo między 17 a 27 listopada przez armie Frontu Południowego w ogólnym kierunku na Rostów nad Donem w celu rozbicia nadmiernie rozciągniętych w czasie i przestrzeni jednostek niemieckiej 1 Armii Pancernej należącej do Grupy Armii „Południe”. Armia ta została zmuszona do odwrotu spod Rostowa i okopania się dalej na zachodzie w rejonie rzeki Mius w lutym 1942 roku.
- Operacja moskiewska (ros. Московская наступательная операция)

Najważniejsza z sowieckich kontrofensyw. Wyprowadzona przez dwa fronty Armii Czerwonej – Kaliniński i Zachodni na główne siły Grupy Armii „Środek” rozciągnięte w marszu i wymęczone trwającą od października bitwą pod Moskwą. Rozpoczęła się poprzez stopniowe wchodzenie do walki kolejnych armii między 5 a 7 grudnia. Po odbiciu miast Kalinin, Klin, Sołniecznogorsk do akcji wkroczyły wojska Frontu Południowo-Zachodniego co spowodowało dalsze zdobycze: Jelec, Tuła, Kaługa, Naro-Fominsk. Niemcy zostali zmuszeni do odwrotu spod bram Moskwy.
- Kerczeńsko-teodozyjska operacja desantowa (ros. Керченско-Феодосийская десантная операция)

Przeprowadzona przy wsparciu Floty Czarnomorskiej przez wojska Frontu Krymskiego w celu odciążenia obrońców Sewastopola na Krymie. Lądowanie odbyło się na Półwyspie Kerczeńskim 25 grudnia i spowodowało poważne trudności w wojskach niemieckiej 11 Armii, co doprowadziło do wstrzymania szturmu Sewastopola.
- Operacja lubańska (ros. Любанская наступательная операция)

Nieudana operacja Frontu Wołchowskiego wyprowadzona 7 stycznia 1942 roku w celu odblokowania Leningradu oraz odrzucenia na południe niemieckiej 18 Armii. Uporczywe walki trwały do 30 kwietnia i zakończyły się klęską sowieckiej 2 Armii Uderzeniowej generała Andrieja Własowa.
- Operacja rżewsko-wiaziemska (ros. Ржевско-Вяземская наступательная операция)

Po początkowym sukcesie operacji moskiewskiej Sowieci zamierzali dobić niemiecką Grupę Armii „Środek” poprzez jej okrążenie. Zamierzano tego dokonać poprzez kombinacje uderzeń trzech frontów – Północno-Zachodniego, Kalinińskiego i Zachodniego, atakując głębokie tyły Wehrmachtu poprzez Wiaźmę, Syczewo, Możajsk, Rżew oraz dalej Toropiec i Chołm. Operacja ruszyła między 8 a 10 stycznia 1942 roku i trwała praktycznie do kwietnia. Największy sukces odniósł Front Kaliniński docierając pod Chołm i zdobywając znaczne tereny lesistej wyżyny Wałdaj. Operacja zakończyła się jednak ogólnie porażką ponieważ podobnego sukcesu nie odniósł Front Zachodni. Co więcej w wyniku niemieckich przeciwuderzeń rozbite zostały znaczne siły sowieckie – w tym pełny korpus wojsk powietrznodesantowych.
- Operacja diemiańska (ros. Демянская наступательная операция)

Nieudana operacja zniszczenia części niemieckiej 16 Armii pod Diemianskiem. Rozpoczęta 7 stycznia 1942 roku przez Front Północno-Zachodni jako część operacji rżewsko-wiaziemskiej. W jej wyniku udało się okrążyć część 16 Armii, ale pomimo wielu prób aż do 20 maja nie udało się jej zniszczyć. Wojska niemieckie były skutecznie zaopatrywane przez Luftwaffe, a następnie wykonano przeciwuderzenie i odblokowano okrążone wojska.
- Operacja barwienkowsko-łozowska (ros. Барвенково-Лозовская наступательная операция)

Wykonana między 18 a 31 stycznia 1942 roku przez wojska dwóch frontów – Południowego i Południowo-Zachodniego. Była kontynuacją zwycięskich walk pod Rostowem nad Donem z zamiarem zniszczenia wojsk Grupy Armii „Południe”. Jej skutkiem było wybicie wyłomu w rejonie Barwinkowych. Dalsze postępy zostały jednak zablokowane. Powstały w ten sposób tak zwany „występ barwienkowski” w maju 1942 roku przyczynił się do znacznej klęski Armii Czerwonej w wyniku kontrofensywy niemieckiej podczas operacji charkowskiej.

## Rezultat kontrofensyw
Armia Czerwona w pierwszych operacjach odniosła całkowity sukces, zmuszając Wehrmacht nie tylko do obrony, ale i do odwrotu. W drugim etapie zmagań, który zaczął się zasadniczo w styczniu 1942 roku, Wehrmacht otrząsnął się z grudniowych niepowodzeń i poprzez przeciwuderzenia doraźnie sformowanych grup, zniszczył czołówki poszerzających wyłomy frontów sowieckich, choć za cenę dalszych strat terytorialnych.
Do dziś kontrowersyjny jest, związany z tymi wydarzeniami rozkaz Wodza i kanclerza Rzeszy Adolfa Hitlera, obrony za wszelką cenę dotychczas zdobytych linii frontu. Z jednej strony naraził on wojska niemieckie na wielkie straty osobowe, a z drugiej poprzez uporczywą obronę nie doprowadził do utraty większych ilości ciężkiego sprzętu i załamania linii frontu.